# 錫卜體育場
錫卜運動體育場是一座位於阿曼錫卜的綜合性體育場。主要用於舉辦足球賽事，也為錫卜俱樂部的主場。體育場可容納14000人。
阿曼和敘利亞國家足球都使用本球場作為2018年國際足總世界盃外圍賽的主場。